# Kraljevci
Kraljevci so naselje v Občini Sveti Jurij ob Ščavnici.